# Де-Калб (округ, Миссури)
Округ Де-Калб (англ. DeKalb County) — округ штата Миссури, США. Население округа на 2009 год составляло 12 112 человек. Административный центр округа — город Мейсвилл.

## История
Округ Де-Калб основан в 1843 году.

## География
Округ занимает площадь 1098.2 км2.

## Демография
Согласно оценке Бюро переписи населения США, в округе Де-Калб в 2009 году проживало 12 112 человек. Плотность населения составляла 11 человек на квадратный километр.